# Шушково (Красноярский край)
Шушково — посёлок в Козульском районе Красноярского края России. Входит в состав Лазурненского сельсовета. Находится в верховьях реки Тойлок, примерно в 7 км к северо-востоку от районного центра, посёлка Козулька, на высоте 339 метров над уровнем моря.

## Население
| 2010 |
| ---- |
| 34   |

По данным Всероссийской переписи, в 2010 году численность населения посёлка составляла 34 человека (18 мужчин и 16 женщин).

## Улицы
Уличная сеть посёлка состоит из 5 улиц.